# Pieśń Maura

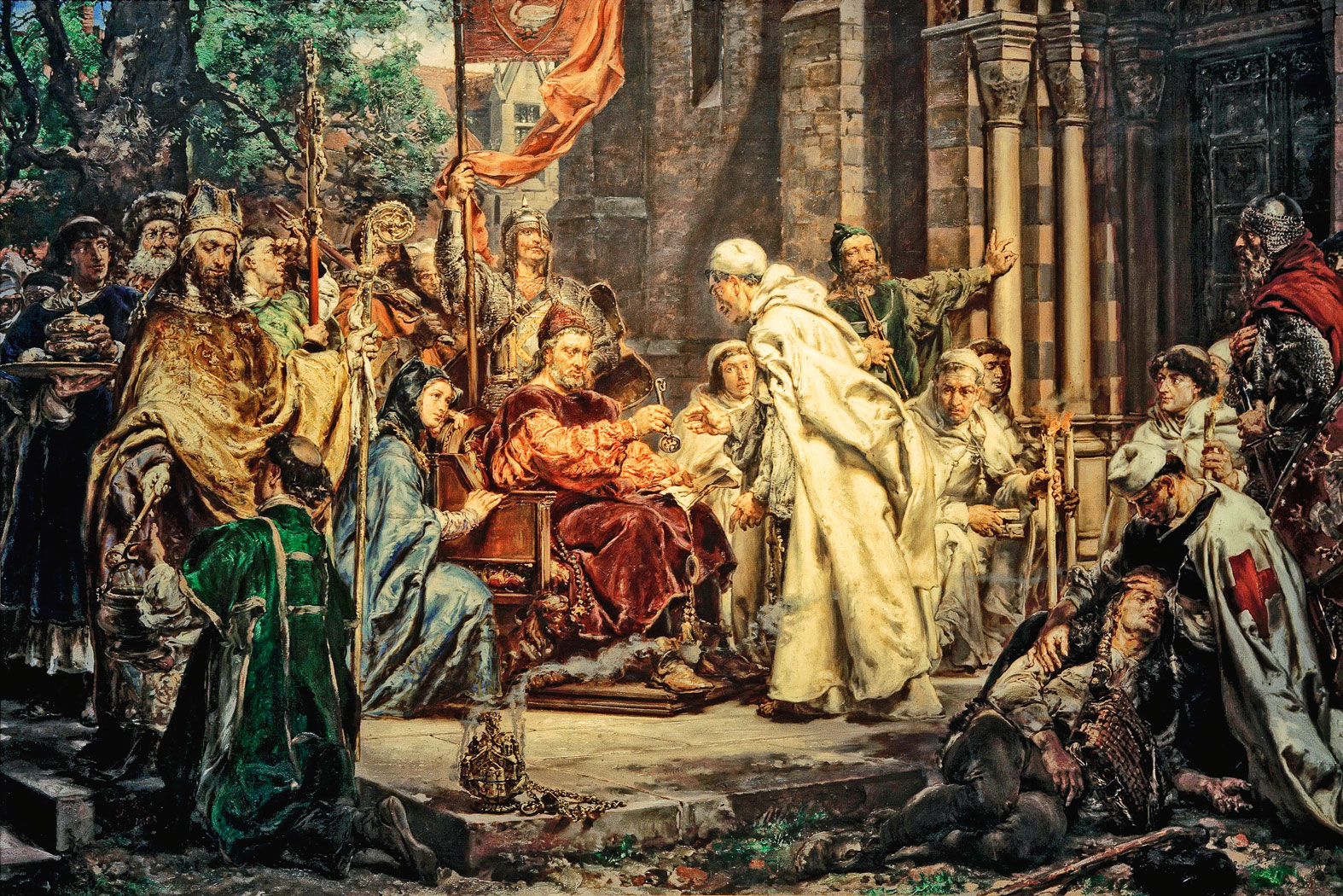
Obraz Jana Matejki Piotr Włost sprowadza Cystersów do Polski

Carmen Mauri (pol. Pieśń Maura) – zaginiony łaciński poemat epicki o tragicznych losach palatyna i możnowładcy śląskiego z rodu Łabędziów Piotra Włostowica (zm. 1153). Najprawdopodobniej spisany między 1153 a 1163 rokiem, przez benedyktyna o imieniu Maur, pochodzącego z ufundowanego przez Piotra klasztoru Św. Wincentego we Wrocławiu. Rękopis poematu uległ zniszczeniu najpewniej w roku 1529.
Carmen Mauri to przykład eposu rycerskiego, w którym idealnym rycerzem jest Piotr Włostowic, posiadający jednocześnie cechy męczennika znoszącego swoje cierpienie w imię ocalenia najgłębszych wartości moralnych. Zło uosabia natomiast Agnieszka, żona Władysława II – kobieta kłamliwa, mściwa i okrutna.

## Rekonstrukcja treści
Oryginalny tekst nie jest dziś dostępny, a wiedza o Carmen Mauri pochodzi z późniejszych wzmianek o utworze. Pierwsza z nich pojawia się w pochodzącej z ok. 1285 roku Kronice polskiej, która ustęp dotyczący Piotra uzupełnia słowami: "To zaś pełniej omówione jest w Wielkiej Kronice Polaków i Pieśni Maura". Druga wzmianka o oryginalnym rękopisie pieśni pochodzi z dzieła Benedykta z Poznania z roku 1520, zatytułowanego Historia sive Cronica Petri Comitis ex Dacia septuaginta septem Ecclesiarum fundatoris (Historia, czyli Kronika komesa Piotra z Dacji siedemdziesięciu kościołów fundatora), wspomina on o unikacie, który widział we wrocławskim klasztorze Św. Wincentego. Część badaczy nie wiąże tej wzmianki z Carmen Mauri, lecz odnosi ją do innego domniemanego utworu wierszowanego Tragedia Petri comitis.
Fragmenty pierwotnego tekstu zachowały się w napisanej przez bliżej nieokreślonego norbertanina prozą kronice Cronica Petri comitis Poloniae cum certis gestis Sarmatiae regum (Kronika Piotra, komesa Polski, wraz z pewnymi czynami królów Sarmacji), powstałej w l. 1506–1515 w klasztorze Św. Wincentego. Prace dziewiętnastowiecznego badacza Colmara Grünhagena, a także z połowy XX w. Brygidy Kürbis i Mariana Plezi pozwoliły w części odtworzyć pierwotną poezję. Jednakże próba pełnej rekonstrukcji podjęta przez Ryszarda Gansińca nie spotkała się z aprobatą.

## Treść utworu

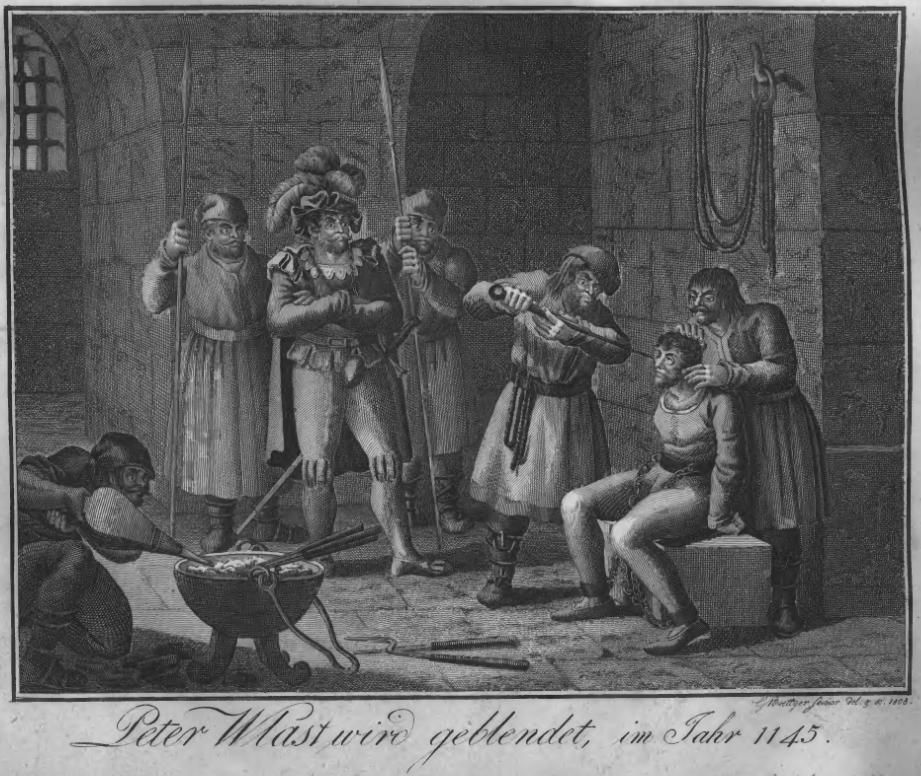
XIX-wieczne wyobrażenie sceny oślepienia Piotra Włostowica

Treść nawiązuje do wydarzeń historycznych, kiedy to w ok. 1145 roku doszło do otwartego konfliktu między seniorem Władysławem II Wygnańcem (najstarszym synem Bolesława Krzywoustego), dążącym do jedynowładztwa, a jego przyrodnimi braćmi (juniorami) wspieranymi przez możnowładców. Piotr Włostowic, wojewoda mianowany w 1117 przez Krzywoustego, jednocześnie krewny panującej dynastii, sprzymierzył się z opozycją przeciw Władysławowi II. Razem pokonali go w wojnie domowej w 1146 r., po czym książę uciekł z kraju. Zmarł na wygnaniu w 1159.
Postacią centralną utworu jest wojewoda Piotr, który oskarża żonę księcia Władysława o cudzołóstwo. Wściekła Agnieszka w ramach zemsty wmawia Władysławowi, że jego bracia wraz z wojewodą usiłują go obalić, wkrótce wybucha wojna domowa. Starania braci i mowa Piotra przynoszą skutek odwrotny od zamierzonego – książę-senior potęguje represje. Władysław namówiony przez Agnieszkę zleca rycerzowi Dobkowi porwanie Piotra. Dobek podstępnie chwyta wojewodę, jego syna i starostę Rogera, jego dom zaś pali. Wstawiennictwo zięcia Włostowica Jaksy nie przynosi skutku – Piotr zostaje oślepiony i wygnany, choć Agnieszka żądała dla niego śmierci. Wasal Roger odmawia wskazania skarbca Włostów, później warunkowo zostaje zwolniony z więzienia, aby zebrać okup za siebie. Agnieszka ma proroczy sen o zagrożeniu ze strony Rogera, który faktycznie zebrawszy juniorów obala władzę tyrana. Piotr powraca i odzyskuje swą pozycję i majątek, funduje wiele kościołów, po śmierci zostaje pogrzebany u Św. Wincentego.
Z całą pewnością historyczni są Władysław, Agnieszka i Piotr, poza tym domniemana jest historyczność Dobka, Rogera, Jaksa (identyfikowany z Jaksą z Kopanicy), krewni Piotra Mikołaj-Mikora oraz Jerzy, archidiakon Robert i biskup Jan.
W konstrukcji utworu i fabuły wskazuje się na analogie z zachodnioeuropejskimi cyklami epickimi, m.in. cyklem utworów o flandryjskim hrabim Karolu Dobrym, a także z cyklem o Doonie z Moguncji. Postać Piotra jest połączeniem archetypu męczennika i rycerza, jego przeciwieństwem jest do gruntu zła Agnieszka. Podobnie antagonistyczne są postacie dobrego i złego sługi - Rogera i Dobka.

## Wydania
- Cronica Petri comitis Poloniae wraz z tzw. Carmen Mauri, wyd. M. Plezia, Monumenta Poloniae Historica Series Novae, t. 3, Kraków 2001.